# Solarización del suelo

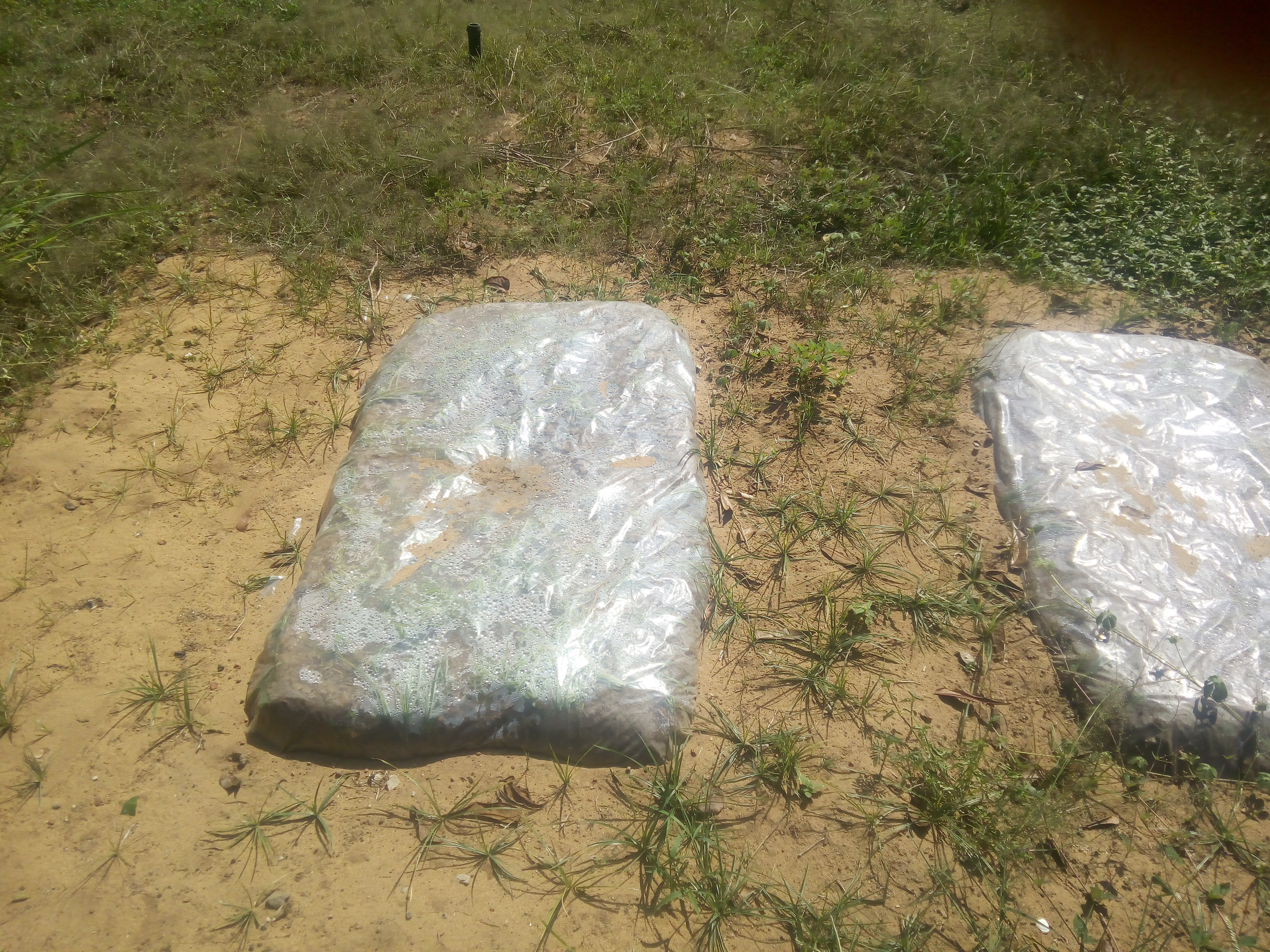
Solarización por el sol.

La solarización del suelo, es un método no químico y respetuoso con el medio ambiente para el control de plagas que utiliza la energía solar para aumentar la temperatura del suelo a niveles en los que muchos patógenos de plantas transmitidos por el suelo mueren o se debilitan en gran medida.
La solarización del suelo se utiliza en climas cálidos a una escala relativamente pequeña en jardines y granjas ecológicas. La solarización del suelo debilita y mata hongos, bacterias, nematodos y plagas de insectos y ácaros junto con las malas hierbas del suelo mediante el acolchado del suelo y cubriéndolo con una lona, normalmente con una cubierta de polietileno transparente para atrapar la energía solar. Esta energía provoca cambios físicos, químicos y biológicos en la comunidad del suelo. La solarización del suelo depende del tiempo, la temperatura y la humedad del suelo.

## Lectura adicional
- Katan, Jaacov; DeVay, James E. (1991). Soil Solarization. CRC Press. ISBN 9780849368684.

- Datos: Q1750058
- Multimedia: Canvas mulching / Q1750058